# Cerna-Vârf
Cerna-Vârf – wieś w Rumunii, w okręgu Mehedinți, w gminie Isverna. W 2011 roku liczyła 225 mieszkańców.